# Aelurillus aeruginosus
Aelurillus aeruginosus es una especie de araña araneomorfa del género Aelurillus, tribu Aelurillini, familia Salticidae. La especie fue descrita científicamente por Simon en 1871.
La longitud del prosoma del macho mide 2,18 milímetros y el de la hembra 2,70 milímetros. La longitud del cuerpo del macho y la hembra es de 4,5 milímetros. La especie se distribuye por el Mediterráneo (Turquía, España, Grecia e Italia).